# آکاشی، هیوگو
آکاشی در استان هیوگو در کشور ژاپن  واقع شده است  که دارای جمعیت ۲۹۲٬۱۶۲ نفر و مساحت ۴۹٫۲۴ کیلومتر مربع با تراکم جمعیت ۵٬۹۳۳  نفر در کیلومترمربع است و در تاریخ ۱ نوامبر ۱۹۱۹ به عنوان شهر شناخته شد.

## نگارخانه

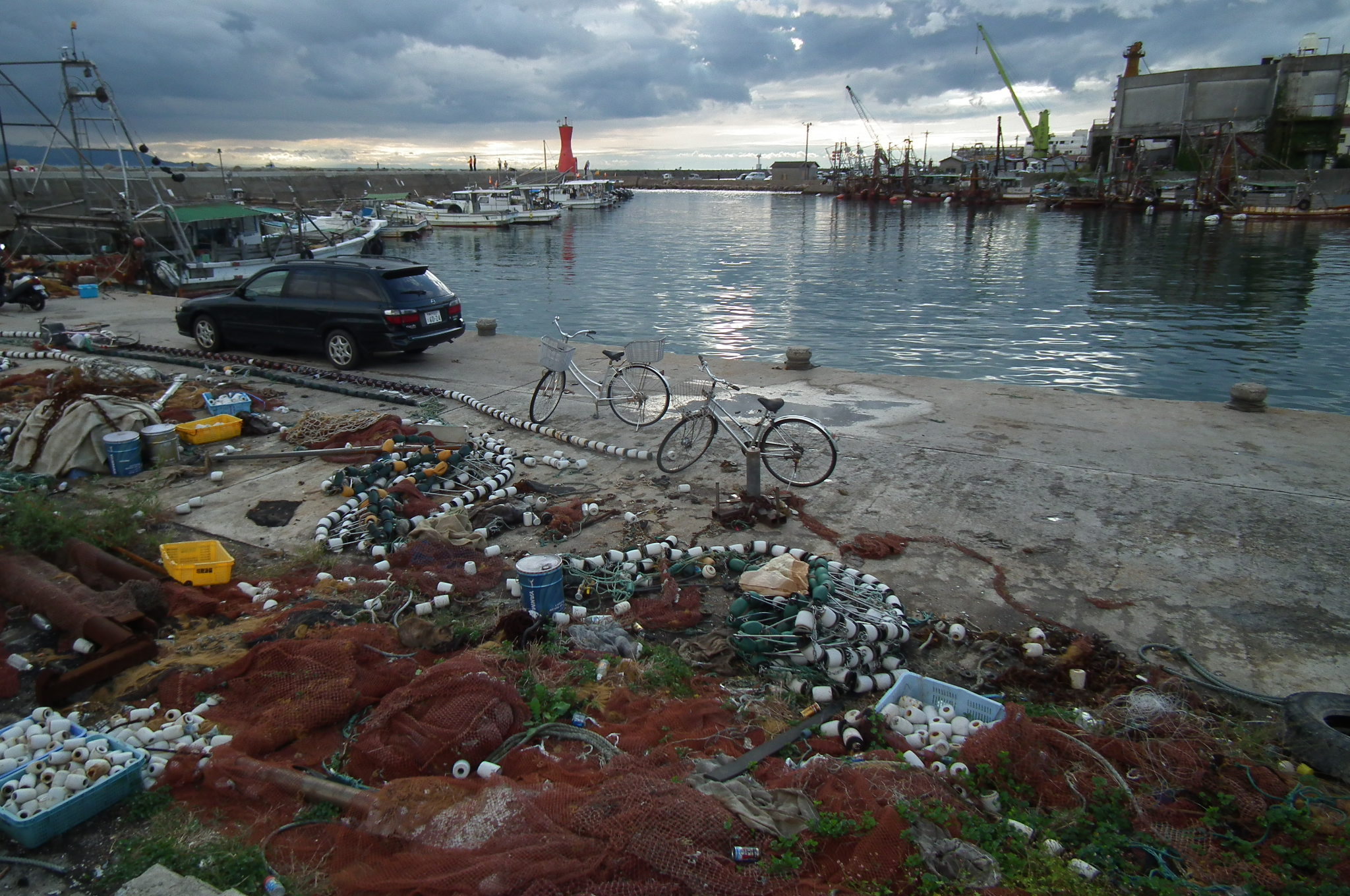
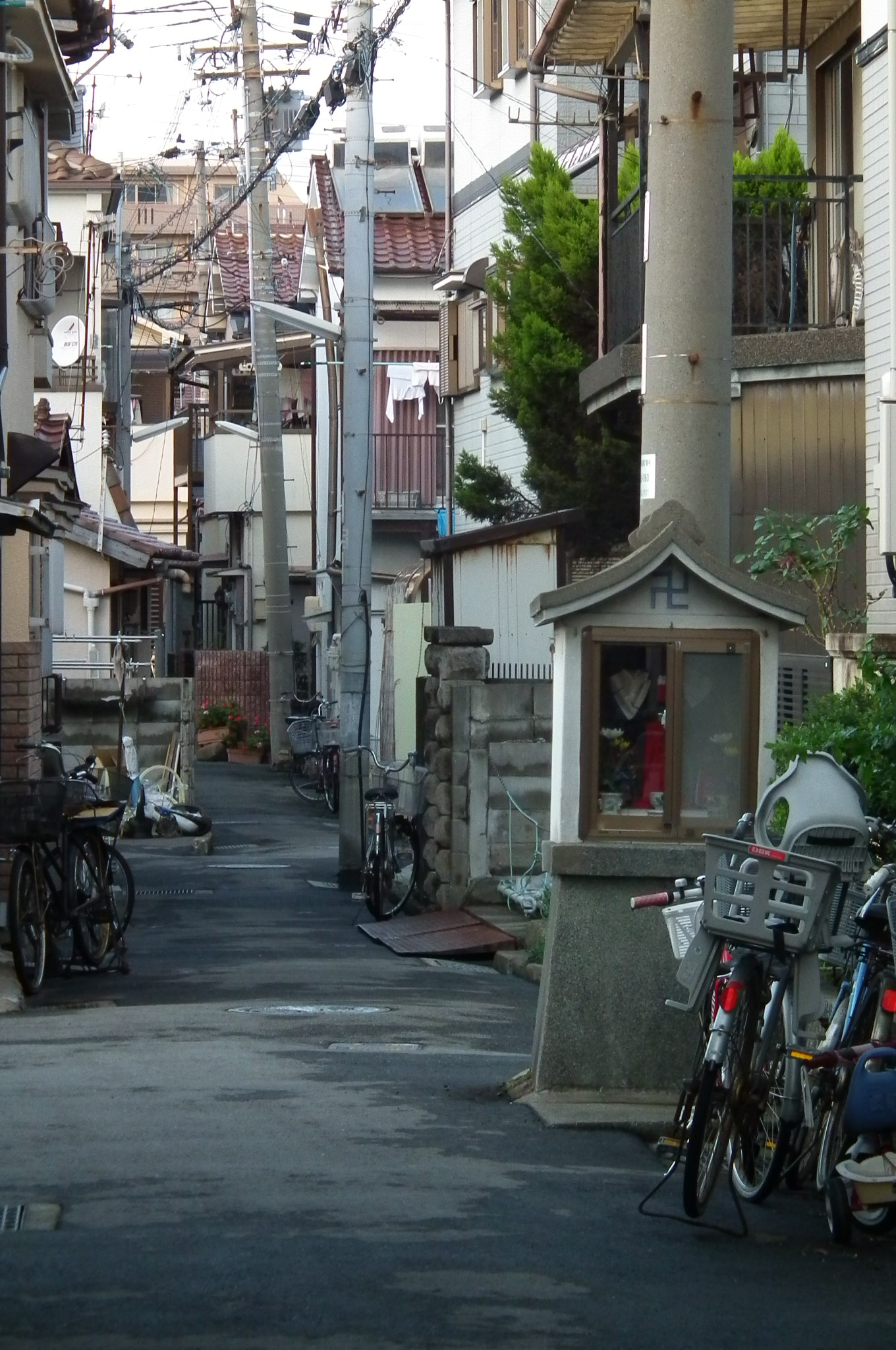
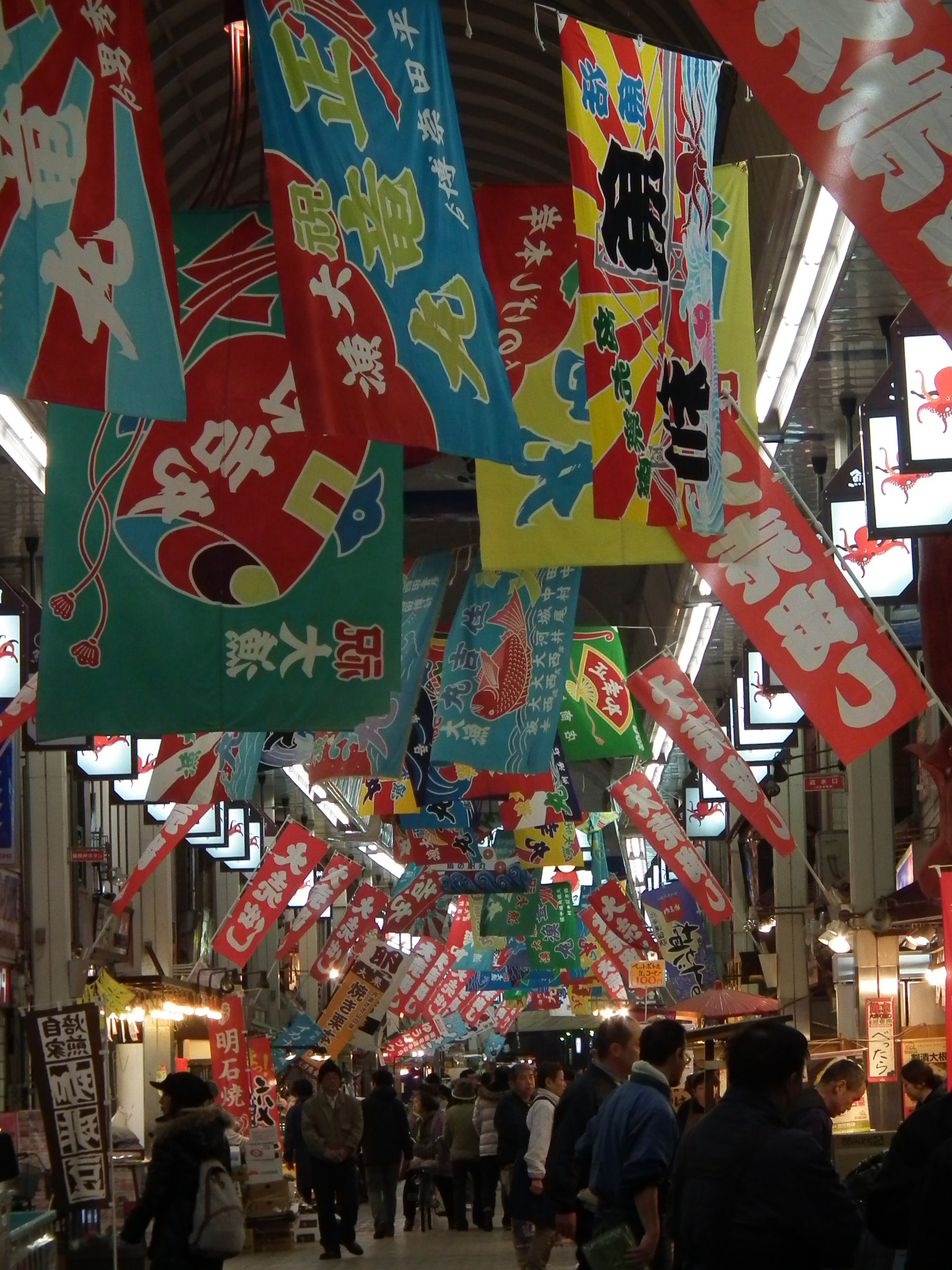